# Проспект аль-Фараби (Алма-Ата)
Проспе́кт аль-Фараби́ (каз. Әл-Фараби даңғылы) — проспект в Алма-Ате, находится в Бостандыкском и Медеуском районах города. Начинается от улицы Саина и доходит до улицы Луганского, пересекает улицы Мустафина (Садыкова), Навои (Дулати), Розыбакиева, Жарокова, Сейфуллина, Назарбаева, Мендикулова и Достык.
Является частью Малого транспортного кольца Алма-Аты.

## История возникновения
Проспект аль-Фараби начал формироваться после Великой Отечественной войны, как южная граница города.

## Происхождение названия
Изначально назывался улицей Водозаборной. В апреле 1975 года переименован в честь великого учёного-энциклопедиста, выдающегося мыслителя, философа Аль-Фараби.

## Примечательные объекты
К проспекту примыкают: микрорайоны Орбита-2-4 и Казахфильм; Парк Первого Президента, Главный ботанический сад Республики, Институт зоологии МОН РК, киностудия Казахфильм. Ранее до начала 2000-х годов выше проспекта располагались обширные площади предгорья, занятые яблоневыми садами Апорта, в настоящее время почти все проданы и застроены ИЖС/коммерческими объектами.

## Озеленение и благоустройство
В советские годы проспект представлял из себя одну из красивейших и озеленённых магистралей города.
В советские годы улица реконструирована и благоустроена, озеленена с обеих сторон проезжей части лиственными породами деревьев таких как: тополь и карагач. Разделительная полоса была озеленена боярышником и сосной. Были проложены магистральные оросительные арыки, в которые летом ежедневно пускалась вода.
С середины 2000-х годов проспект на всём своём протяжении неоднократно подвергался и продолжает подвергаться массовым вырубкам деревьев с целью расширения проезжей части, строительства развязок, обзора и строительства коммерческих заведений.

#### Разделительная полоса
На разделительной полосе проспекта аль-Фараби практически все деревья, высаженные в 1980-х годах, были вырублены. Хвойные сосны погибли во второй половине 2000-х годов, не выдержав увеличившейся в последние десятилетия загазованности и повышенной температуры воздуха. Единственные выжившие газоустойчивые кустарники боярышника были выкорчеваны с разделительной полосы. С 2006 года акиматом города на разделительной полосе многократно высаживались сосны и ели, были потрачены миллиарды бюджетных средств. В итоге хвойные деревья погибали, если не в первый год, то в последующие. Научные специалисты неоднократно заявляли, что хвойные не растут при большой загазованности и повышенной температуре, которая сегодня имеет место в городе Алматы. Однако доводы учёных были проигнорированы алма-атинскими властями, посадка дорогостоящих хвойных насаждений на пр. аль-Фараби проводится чуть ли не ежегодно, погибшие саженцы хвойных заменяются новыми саженцами хвойных и так по кругу до очередной их гибели.
В 2019 году акимат вновь высадил на разделительной полосе очередную партию дорогостоящих хвойных деревьев, состоящих из обыкновенных сосен и елей, и небольшого количества каштанов.

## Настоящее время
Проспект Аль-Фараби, как и прежде, является крупной магистралью для автотранспорта, следующего в южной части Алматы в восточном и западном направлениях. В связи со строительством Восточной объездной дороги осуществлена дальнейшая его пробивка в восточном направлении.
В последние 10 лет на проспекте осуществлено строительство автомобильных развязок на пересечении с пр. Достык, пр. Назарбаева, пр. Сейфуллина, ул. Жарокова, ул. Розыбакиева и ул. Дулати/Навои, подземная развязка у «Esentai Tower». Построены бизнес-центры и высотное жильё. В частности, с бизнес-центра «Нурлы Тау», отделанного стеклом, в 2016 году зафиксировано 2 случая падения стекла с верхних этажей.

## Фотогалерея

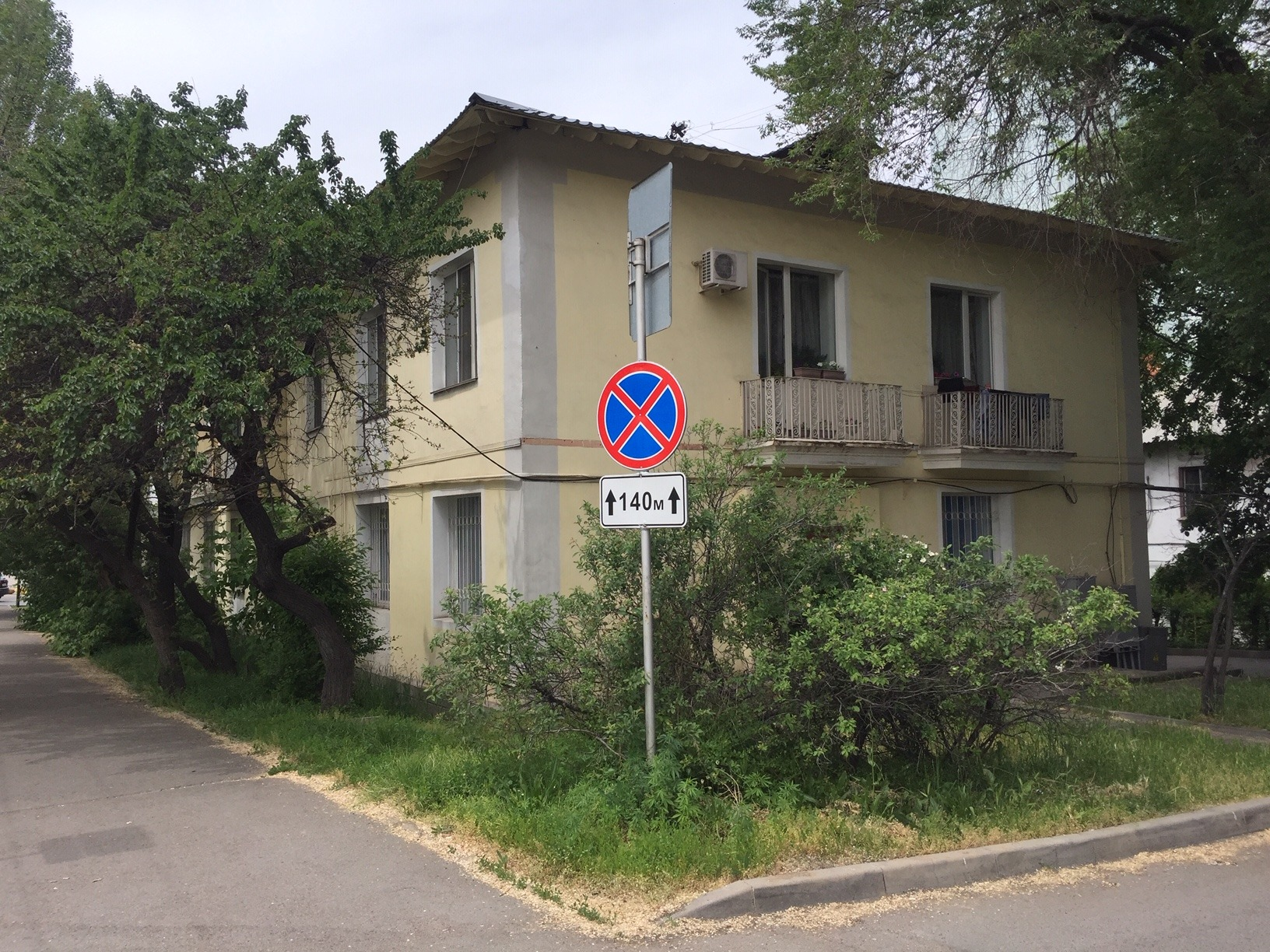
Алма-Ата, хрущёвка, ул. Водозаборная, 1960
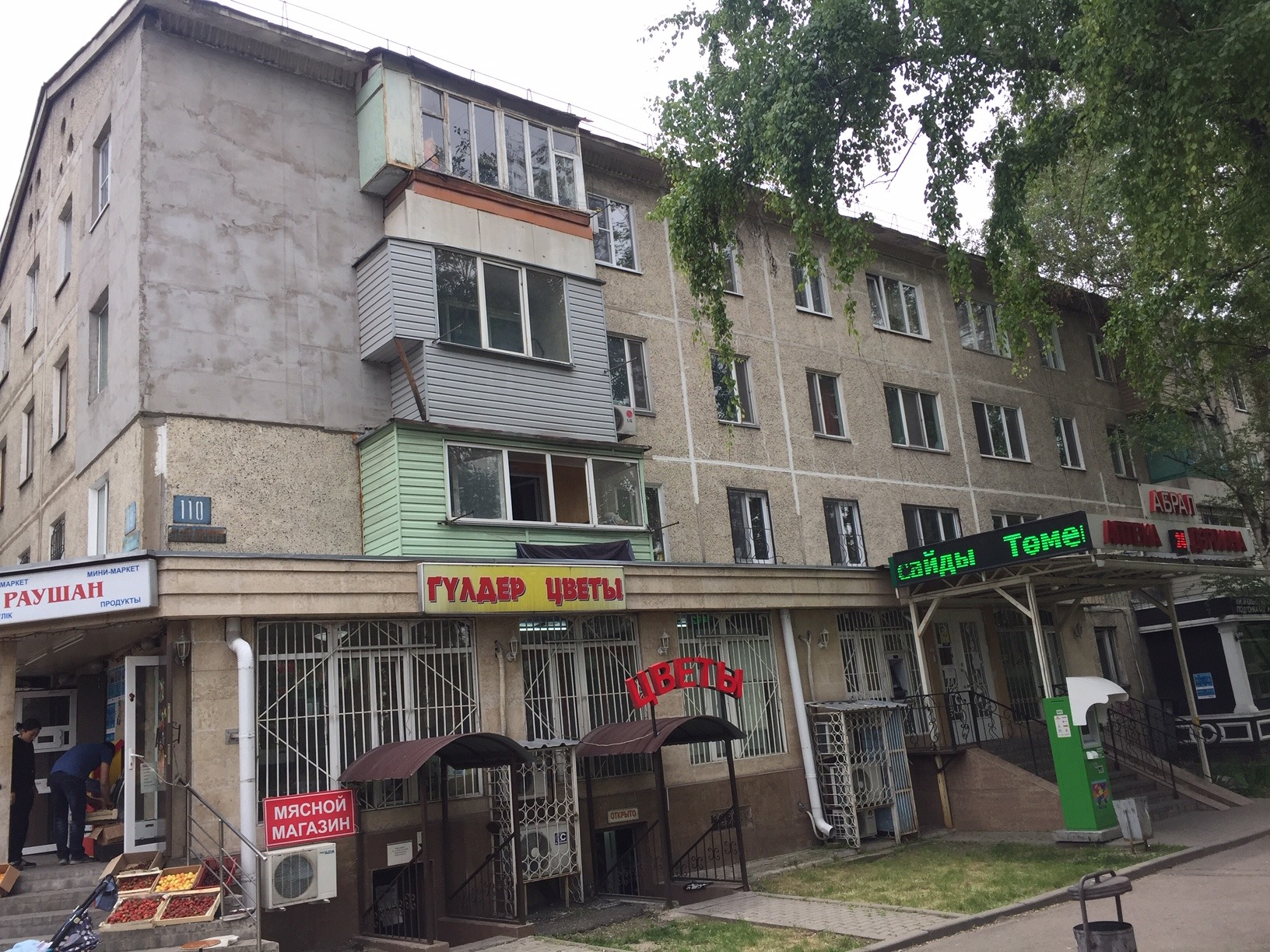
Панелька 464 серии, ул. Водозаборная, 1970
Esentai Tower на пр. Аль-Фараби, 2008
Бизнес-центр «Нурлы Тау», 2010
«Меркур Тауэрс» на проспекте, 2010
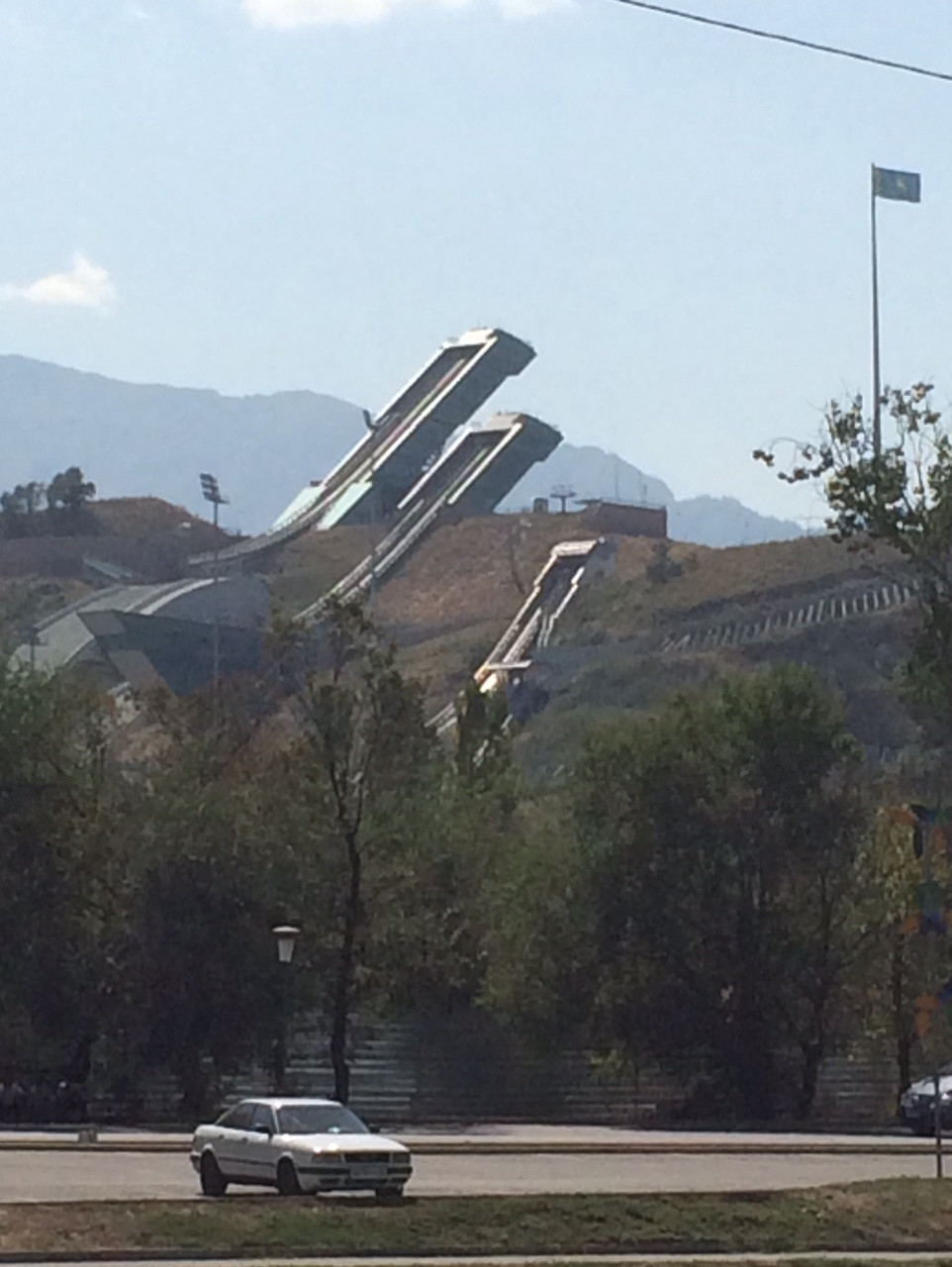
Комплекс трамплинов «Сункар», 2010